# Лешко I
Ле́шко I (пол. Leszko I) — легендарный польский князь, упомянутый в хронике Викентия Кадлубека (XIII век).
Согласно Кадлубеку, после смерти княжны Ванды край лехитов подвергся нападению Александра Македонского. Македонские войска вторглись в Польшу со стороны Моравии, заняв Малую Польшу и Силезию. По легенде, Лешко, как искусный столяр, вырезал из дерева фигуры солдат и рыцарей, опасаясь которых, Александр не принял битву у Лысой горы. После отступления Александра Македонского искусный столяр был избран князем и принял имя Лешек, что означает «хитрый».
Ян Длугош, чтобы избежать неправдоподобности в фигуре Лешека, заменил македонцев венграми и моравами. Он также сменил имя Лешек на Пшемысл, объясняя имя Лешек как название династии, происходящей от князя Леха. Мартин Бельский, также поддержав версию с моравами, датировал события 700 годом и приписывал Лешеку основание Перемышля.
Приведённая Кадлубеком информация о Лешеке I, позволяющая сделать вывод о том, что он жил в IV веке до н. э., написана в обычной для того времени стилистической манере, описывающей королевские династии как можно более длинными и древними, и связанными с событиями во всём мире. Целью автора было освящение корней династии Пястов, а не констатация истинных исторических событий. Хотя фигура князя и находится в противоречии с современной исторической наукой, но она в течение сотен лет оказывала влиянии на национальное сознание польской шляхты, особенно в эпоху сарматизма.